# Drets del col·lectiu LGBT a l'Azerbaidjan

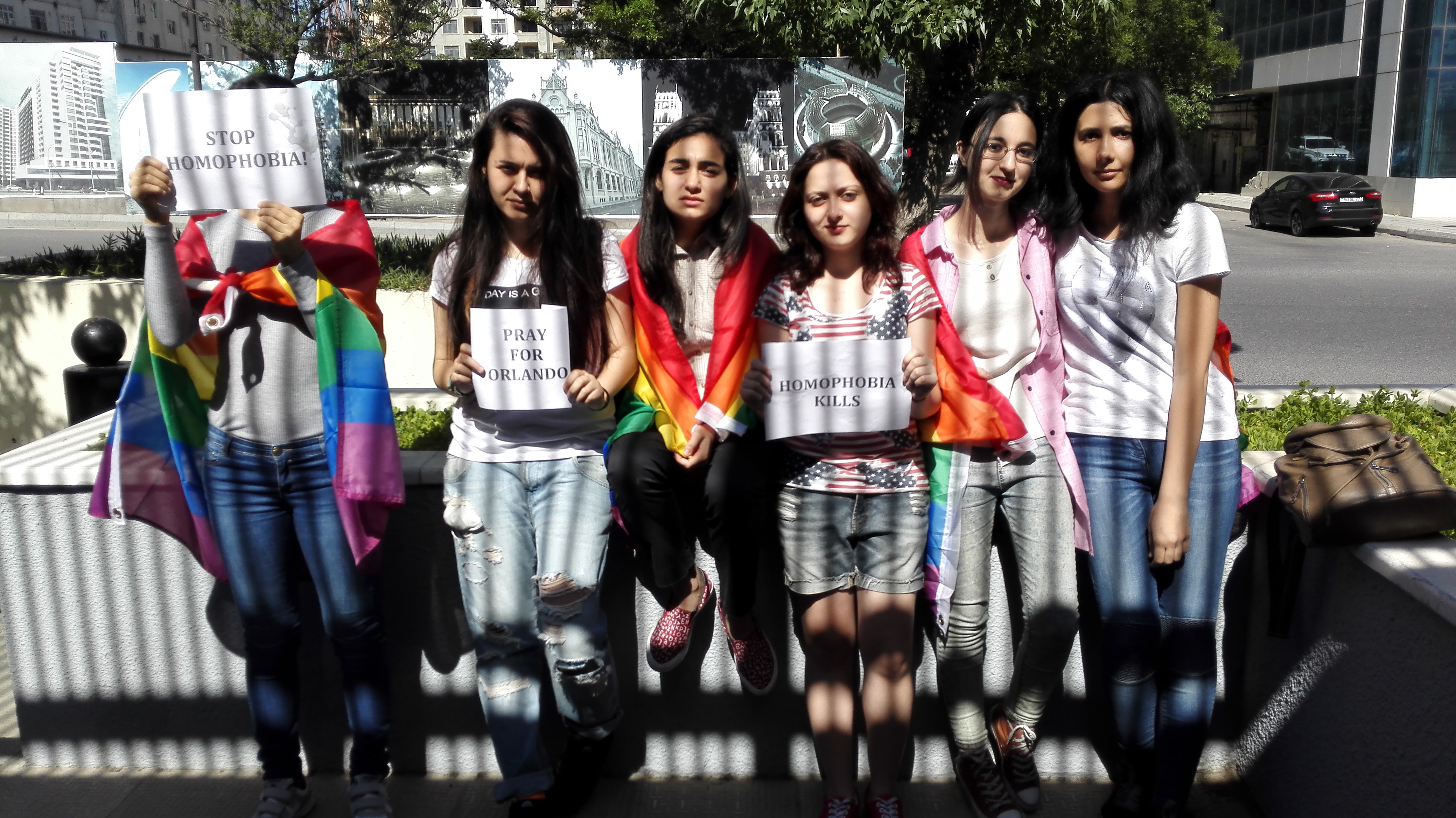
Grup de dones a Bakú protesten contra l'homofòbia i l'atac d'Orlando el 12 de juny de 2016.

Les persones LGBT a l'Azerbaidjan s'enfronten a reptes legals i socials que no experimenten els residents no LGBT. L'activitat sexual entre persones del mateix sexe és legal a l'Azerbaidjan des de l'1 de setembre de 2000. No obstant això, la discriminació per motius d'orientació sexual i identitat de gènere no està prohibida al país i el matrimoni entre persones del mateix sexe no està reconegut.
L'homosexualitat continua sent un tema tabú en la societat azerbaidjanesa, ja que cada any des de 2015, ILGA-Europa ha classificat a l'Azerbaidjan com el pitjor estat (49 de 49) d'Europa quant a la protecció dels drets LGBT, citant «una absència gairebé total de protecció legal» per a les persones LGBT. El setembre de 2017, van sorgir informes que almenys 100 membres de la comunitat LGBT de Bakú van ser detinguts, aparentment com a part d'una ofensiva contra la prostitució. Els activistes van informar que aquests detinguts van ser sotmesos a pallisses, interrogatoris, exàmens mèdics forçats i xantatge.
Les persones LGBT s'enfronten a alts índexs de violència, assetjament i discriminació.

## Història i legalitat de l'activitat sexual entre persones del mateix sexe
Després de declarar-se independent de l'Imperi rus en 1918, la República Democràtica de l'Azerbaidjan no tenia lleis contra l'homosexualitat. Quan l'Azerbaidjan va passar a formar part de la Unió Soviètica en 1920, estava subjecta a les lleis soviètiques, rarament aplicades, que criminalitzaven la pràctica de sexe entre homes. A pesar que Vladímir Lenin havia despenalitzat l'homosexualitat a la Rússia soviètica (de forma inexplícita; el sistema legal tsarista va ser abolit, despenalitzant així la sodomia), les relacions sexuals entre homes (denominades incorrectament pederàstia en les lleis, en lloc del terme tècnicament correcte de sodomia) es van convertir en un delicte penal en 1923 en l'RSS de l'Azerbaidjan, castigat amb fins a cinc anys de presó per als adults que donessin el seu consentiment, o fins a vuit anys si implicava força o amenaça.
L'Azerbaidjan va recuperar la seva independència en 1991 i en 2000 va derogar la llei antisodomia de l'època soviètica. Una edició especial de l'Azərbaycan, el periòdic oficial de l'Assemblea Nacional, publicada el 28 de maig de 2000, informava que l'Assemblea Nacional havia aprovat un nou codi penal i que el president Heydər Əliyev havia signat un decret que el convertia en llei a partir de l'1 de setembre de 2000. La derogació de l'article 121 era un requisit perquè l'Azerbaidjan ingressés en el Consell d'Europa, la qual cosa va fer el 25 de gener de 2001.
L'edat de consentiment és ara igual per a les relacions heterosexuals i homosexuals, a setze anys.
La discriminació de l'Azerbaidjan contra el col·lectiu LGBT ha suscitat controvèrsia en relació amb els esdeveniments internacionals organitzats per l'Azerbaidjan, amb crítiques que argumenten que no s'hauria de permetre a l'Azerbaidjan acollir esdeveniments internacionals a causa de la seva discriminació contra el col·lectiu LGBT.

## Reconeixement de les relacions entre persones del mateix sexe
Les parelles del mateix sexe no estan reconegudes legalment. El matrimoni i les unions civils entre persones del mateix sexe no es reconeixen ni se celebren.

## Adopció homoparental
Les parelles del mateix sexe no poden adoptar nens a l'Azerbaidjan.

## Donació de sang
Es desconeix si els homes que tenen relacions sexuals amb homes poden donar sang. Per llei, no hi ha cap grup exclòs de la donació de sang, a part de les persones infectades pel VIH/SIDA.

## Taula de resum
| Activitat sexual legal amb el mateix sexe                                                              | (Des de 2000)                                                                        |
| Mateixa edat de consentiment                                                                           | (Des de 2000, als 16 anys)                                                           |
| Lleis antidiscriminació a la feina                                                                     | No                                                                                   |
| Lleis antidiscriminació en la prestació de béns i serveis                                              | No                                                                                   |
| Lleis antidiscriminació en qualsevol altra àrea (incloent-hi discriminació indirecta, discursos d'odi) | No                                                                                   |
| Matrimoni del mateix sexe                                                                              | No                                                                                   |
| Lleis antidiscriminació en el discurs de l'odi i la violència                                          | No                                                                                   |
| Reconeixement de les parelles del mateix sexe                                                          | No                                                                                   |
| Adopció de fillastres per parelles del mateix sexe                                                     | No                                                                                   |
| Adopció conjunta per parelles del mateix sexe                                                          | No                                                                                   |
| Prestació de servei militar per gais i lesbianes                                                       | No                                                                                   |
| Dret legal a canviar de gènere                                                                         | (Les persones transgènere poden canviar legalment el seu nom, però no el seu gènere) |
| Accés a la fecundació in vitro per lesbianes                                                           | No                                                                                   |
| Subrogació comercial per a parelles d'homes homosexuals                                                | No                                                                                   |
| Permís per donar sang als MSMs                                                                         | Sí                                                                                   |